# Primera insurrección serbia
La primera insurrección serbia o primera revuelta serbia (Први српски устанак, Prvi srpski ustanak, Birinci Sırp Ayaklanması) fue un levantamiento contra los turcos que tuvo lugar en el Sanjacado de Smederevo de 1804 a 1813, después de más de tres siglos de ocupación otomana en el país y algunas cuantas ocupaciones austriacas. Al principio fue una revuelta contra Jenízaros renegados pero se convirtió en una guerra de independencia.
Los dahije (comandantes de jenízaros) asesinaron al visir otomano en 1801 y ocuparon el sanjacado, gobernando independientemente del sultán. La tiranía siguió: los jenízaros suspendieron los derechos otorgados anteriormente a los serbios por el sultán, aumentaron los impuestos e impusieron el trabajo forzoso, entre otras cosas. En 1804, los jenízaros temían que el sultán usara a los serbios contra ellos, por lo que asesinaron a muchos jefes serbios. Enfurecidos, una asamblea eligió a Karađorđe como líder del levantamiento, y el ejército rebelde rápidamente derrotó y se apoderó de las ciudades en todo el sanjacado, luchando técnicamente por el sultán. El Sultán, temiendo su poder, ordenó a todos los eyalato en la región aplastarlos.
Los serbios marcharon contra los otomanos y, después de importantes victorias en 1805 y 1806, establecieron un gobierno y un parlamento que devolvieron la tierra al pueblo, abolieron el trabajo forzoso y redujeron los impuestos.
El éxito militar continuó a través de los años, sin embargo, hubo oposición entre Karađorđe y otros líderes. Karađorđe quería el poder absoluto mientras que sus duques, algunos de los cuales abusaron de sus privilegios para beneficio personal, querían limitarlo. Después de que terminó la Guerra Ruso-Turca y cesó el apoyo ruso, el Imperio Otomano explotó estas circunstancias y reconquistó Serbia en 1813, pero la represión consecuente provocó la Segunda insurrección serbia de 1815 que condujo a la autonomía y definitiva independencia de Serbia y dio lugar a la creación del Principado de Serbia, ya que obtuvo la semiindependencia del Imperio Otomano en 1817 (formalmente en 1829).

## Antecedentes
Tras la derrota del Imperio otomano en la guerra de 1788-1791 contra el Sacro Imperio Romano Germánico, en Serbia se comenzaron a sopesar las posibilidades de éxito de un levantamiento contra los turcos. Muchos serbios habían estado al servicio de Austria durante la guerra, adquiriendo así una cierta experiencia militar.
En 1793 y 1796, el sultán Selim III concedió más derechos a los pachaliks de Belgrado. En adelante los impuestos serían cobrados por nobles locales llamados príncipes (knez); la libertad de comercio y de religión fueron además garantizadas. Los jenízaros hubieron de retirarse de Smederevo.
El pachá Hadji Mustafá creó una milicia de notables serbios para combatir contra los jenízaros, alzados contra el sultán al concluir las guerras con los austriacos. Esta milicia constituiría el embrión del ejército de Serbia.
Sin embargo, la Sublime Puerta sufría grandes contrariedades luchando contra Napoleón Bonaparte, entonces comprometido en la campaña de Egipto. Y el 30 de enero de 1799, para calmar la creciente agitación que estremecía a su imperio, el sultán Selim III autorizó la vuelta de los jenízaros al Sanjacado de Smederevo. Estos jenízaros se mostraron cada vez más independientes del poder central de Estambul: asesinaron a un notable de la villa de Šabac, Ranko Lazarević, hermano del pope Luka Lazarević (futuro gobernador de Šabac y jefe de la caballería de Karađorđe Petrović). En 1801, mataron al gobernador de Belgrado, Hadji Mustafá. Los derechos recientemente garantizados al país fueron suspendidos, las tierras confiscadas, los tributos, tasas y gabelas aumentadas y se restableció el trabajo forzad. Los jenízaros hicieron reinar así el terror y muchos serbios optaron por huir a los bosques. Los notables serbios solicitaron el auxilio del sultán, que amenazó a los jenízaros con enviar contra ellos un ejército no musulmán.
Algunos serbios comenzaron  a rebelarse, en especial en Šumadija, y se convirtieron en haïdouk (jefes rebeldes o guerrillero-bandoleros). Entre los rebeldes es preciso citar en especial a Stanoje Glavaš y a los hermanos Nenadović, Jakov y Mateja.
Para evitar la formación de milicias serbias, el 4 de febrero de 1804, los jenízaros, hicieron arrestar y ejecutar a setenta notables serbios. Con este suceso, conocido bajo el nombre de «Masacre de los notables» o masacre de los príncipes (Seča knezova) se pretendía someter a los serbios mediante el terror, pero de hecho sirvió de aldabonazo para generalizar la rebelión a toda Serbia. En los dos meses siguientes, los jenízaros pasaron por las armas a entre setenta y ciento cincuenta notables.

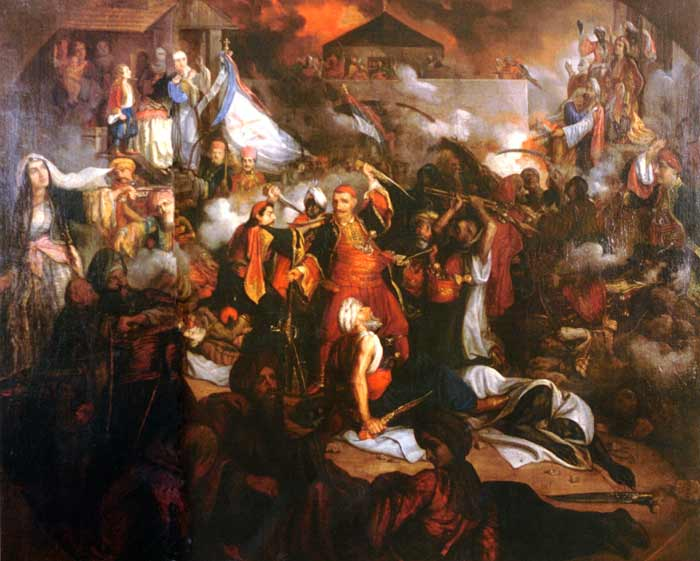
La conquista de Belgrado (1844–45), por Katarina Ivanović
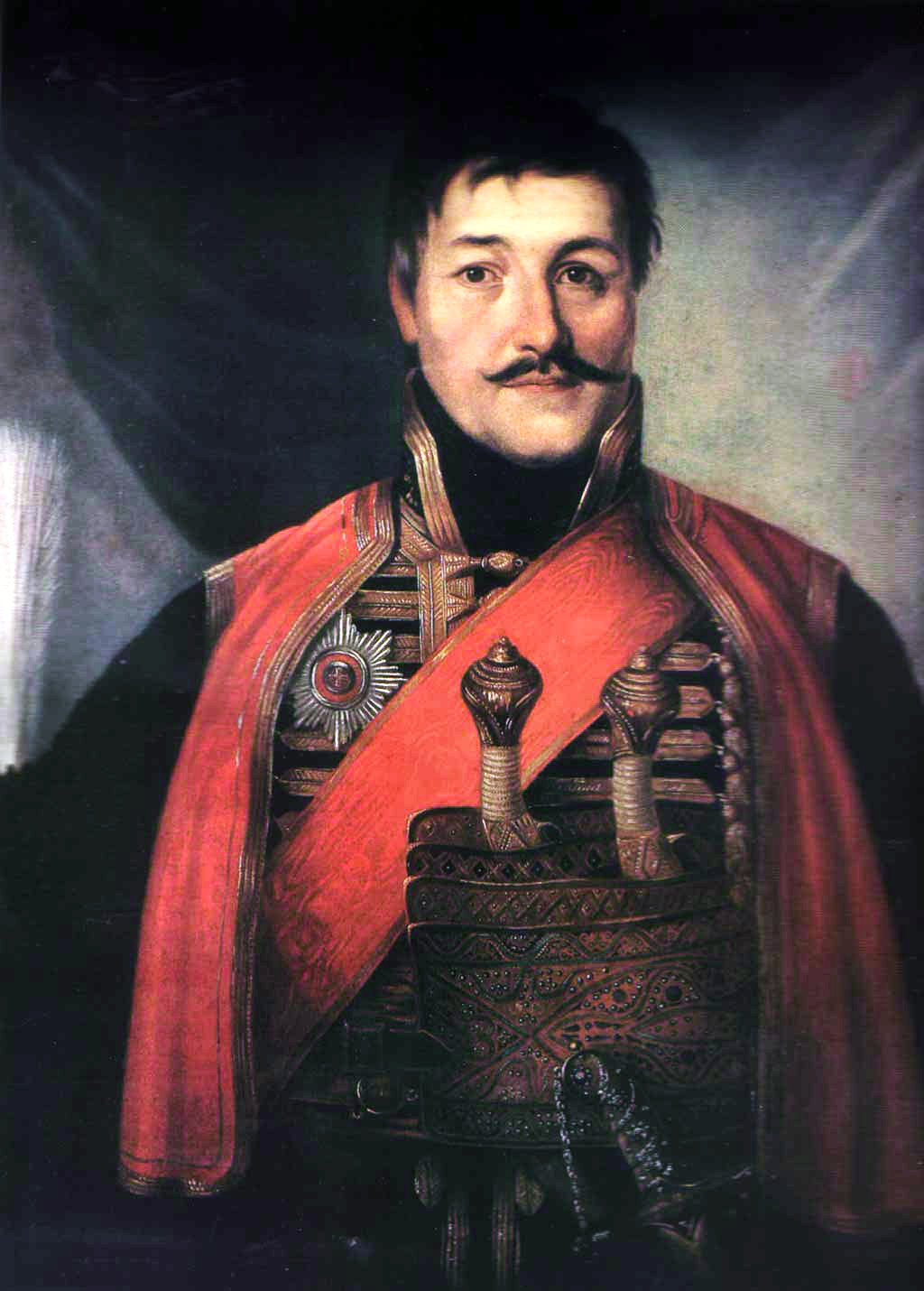
Đorđe Petrović, llamado Karađorđe (Jorge el Negro), héroe de la Primera insurrección serbia contra el Imperio otomano.
Serbia en 1809.

## Desarrollo de la revuelta

### En favor de la autonomía y del poder del sultán

El conflicto en el sanjacado de Smederevo, entre 1804 y 1815. Aparecen marcados los principales combates con sus fechas correspondientes y la extensión del territorio rebelde y de la provincia otomana.

El 14 de febrero de 1804, los notables serbios supervivientes, unos trescientos, se reunieron en la pequeña población de Orašac, provincia de Šumadija. Jorge Petrović, llamado por los turcos en razón de su carácter Karađorđe («Jorge el Negro»), fue designado jefe de la insurrección. Pese a las continuas riñas entre los caudillos rebeldes, reflejo de las divisiones comarcales, Karađorđe pudo mantenerse al frente de la rebelión hasta la derrota final. Esa misma tarde los rebeldes quemaron el caravasar de Orašac y masacraron a los turcos. Acciones similares se llevaron a cabo en los pueblos vecinos y el movimiento se extendió. Los rebeldes acometieron al enemigo en el campo y lo obligaron a refugiarse en un puñado de fortalezas. Los rebeldes emprendieron una guerra de guerrillas contra los jenízaros, que pronto se avinieron a negociar. A principios de mayo, los dos bandos parlamentaron en la vecina Zemun, pero las exigencias de garantías de los serbios resultaron inaceptables para los jenízaros.
Los alzados recibían ayuda de los serbios austrohúngaros, tanto en armas como en personal. Muchos oficiales serbios del ejército imperial desertaron para participar en el levantamiento.
Las ciudades de Valjevo y Požarevac fueron liberadas. Los serbios en Serbia y los de la región de Voivodina, llamados cuerpos francos del ejército austriaco, pusieron sitio a la ciudad de Belgrado, que tenía entonces 368.000 habitantes y solamente una guarnición de quince mil hombres, la milicia del pachá.
Informado de la revuelta, Selim III comenzó a negociar con los rebeldes. En principio, los rebeldes buscaban el restablecimiento de la autonomía, el nombramiento de un jefe regional, el control de impuestos, la evacuación de los jenízaros y la prohibición de que estos poseyesen tierras, además de la amnistía del sultán. Este, dispuesto a pactar con los alzados, envió al visir de Bosnia a combatir a los jenízaros. En agosto, estos quedaron desbaratados, aunque no aniquilados. Los jenízaros huyeron de Belgrado y fueron asesinados en la pequeña isla de Ada Kaleh, en medio del Danubio.
El acuerdo entre los rebeldes serbios y el sultán, sin embargo, se frustró. El Gobierno otomano se negaba a someter el posible pacto a la supervisión de una potencia extranjera, como deseaban los serbios. Estos trataron de recabar el auxilio ruso y de forjar alianzas con otros grupos desafectos de los Balcanes, por si se reanudaban los combates. Durante el invierno y la primavera de 1805, los jenízaros se fueron reagrupando y recorrieron la campiña serbia, extendiendo el terror entre la población.

### Rebelión contra el Gobierno otomano
Preocupado por los intentos de los serbios de obtener ayuda extranjera y por la oposición de los círculos conservadores a las concesiones, el sultán cambió de actitud hacia las fuerzas serbias en 1805 y ordenó al gobernador de Niš que marchase contra ellas. En agosto de 1805, tuvo lugar en Ivankovac el primer gran choque entre los ejércitos serbio y otomano; Karađorđe consiguió la victoria sobre los turcos y los forzó a retirarse a Niš. A esta victoria le siguieron otras: en noviembre los serbios se apoderaron de Smederevo, donde fijaron la capital del territorio rebelde.
En el verano de 1806, el imperio cambió de bando en la guerra europea: abandonó a rusos y británicos y se coligó con los franceses. Esto hizo que los rusos cambiasen de actitud respecto de los rebeldes serbios y los alentasen. Los rebeldes comenzaron a sopesar exigir la independencia en vez de la amplia autonomía que ahora los otomanos estaban dispuestos a otorgar.
En 1806 se libró la batalla de Misar, en la que un ejército otomano de Bosnia y Herzegovina también fue derrotado. Al mismo tiempo los serbios dirigidos por Petar Dobrnjac lucharon en Deligrad contra otro ejército turco que entró por el sureste como refuerzo. En diciembre de 1806 los rebeldes sitiaron Belgrado y la conquistaron. Para entonces, las fuerzas serbias dominaban todo el bajalato. Contaban ya con ayuda rusa, pues los rusos habían entrado en guerra con los otomanos quienes, por el mismo motivo, se volvieron más conciliadores con los serbios y accedieron a concederles la autonomía que venían reclamando desde el comienzo de la revuelta y que incluía la marcha de los jenízaros, la defensa del territorio exclusivamente con tropas serbias y la cesión de la recaudación de impuestos. En junio de 1807, un representante ruso sin poderes para ello —simplemente debía fomentar la rebelión— firmó un acuerdo con los representantes serbios en los que estos solicitaban al emperador ruso un gobernador y el otorgamiento de una Constitución al territorio. Por entonces los serbios conquistaron la última fortaleza todavía en poder de los otomanos. El Tratado de Tilsit entre rusos y franceses anuló el pacto; los rusos firmaron un armisticio con los otomanos en agosto.

### Gobierno serbio
En 1805, ante sus primeros éxitos, los serbios organizaron un gobierno para administrar el país. El poder se dividió entre la Asamblea Nacional, el Consejo —impuesto por los caudillos rebeldes para limitar el poder de Karađorđe— y el mismo Karađorđe. Este, sin embargo, conservó su primacía. Se tomaron algunas decisiones importantes: las tierras fueron devueltas a sus propietarios, el trabajo forzado fue abolido y se redujeron las tasas. El joven Estado se modernizó. En 1808 se fundó la Alta Escuela que terminaría por constituir la Universidad de Belgrado. En el apogeo de la revuelta, en 1808, Karađorđe disponía de más de sesenta mil hombres para conducir la guerra.

Serbia en 1813, en vísperas del aplastamiento de la rebelión por las fuerzas otomanas.

### Debilitamiento y aplastamiento de la rebelión
A partir de la pérdida del apoyo ruso, que coincidió con la agudización de las desavenencias entre los jefes serbios, la insurrección comenzó a debilitarse paulatinamente.
En revancha, ciertos jefes abusaron de los privilegios adquiridos en el curso de la revuelta. Surgieron  algunas disputas entre Karađorđe y los otros «príncipes». El primero aspiraba al poder absoluto, mientras que sus antiguos compañeros de combate, siempre celosos de mantener su ascendiente entre sus seguidores, deseaban limitarlo. Entre sus adversarios Miloš Obrenović fue el más importante junto a su hermano Milan. La estructura de la rebelión, un conjunto de bandas armadas cada una con su propio jefe, complicaba el reforzamiento del poder central por el rechazo de estos a ceder poder. Hasta 1808, sin embargo, Karađorđe logró dominar el Consejo, nombrar para los principales cargos a sus partidarios, y evitar que surgiese una figura que pudiese disputarle el poder, aunque no acabar con la oposición.
Las nuevas negociaciones con el Gobierno otomano volvieron a fracasar, pese al ofrecimiento de autonomía, principalmente por el desacuerdo acerca de las fronteras de la provincia autónoma y por el rechazo otomano a que el acuerdo fuese garantizado por potencias extranjeras. Los combates se reanudaron en 1809 y fueron en general favorables a los otomanos, que se apoderaron de parte del territorio rebelde. Karađorđe hizo una fructífera incursión en la región de Novi Pazar, pero luego fue derrotado con contundencia en Niš. En agosto, las tropas otomanas avanzaron hacia Belgrado, lo que desencadenó la huida de parte de la población a territorio austriaco. A partir de entonces, los serbios se encontraron a la defensiva.
Francia y Austria se negaron a ayudar a los serbios, pero Rusia sí lo hizo en 1810, lo que permitió a los rebeldes mejorar algo su situación, si bien no recuperar la iniciativa militar. La colaboración rusa cesó ante la amenaza de la invasión napoleónica de Rusia; los rusos se apresuraron a pactar con los otomanos en el Tratado de Bucarest de 1812. El tratado, negociado a espaldas de los caudillos serbios, estipulaba la concesión de cierta autonomía a Serbia, pero devolvía el control militar del territorio al Gobierno otomano. La retirada del contingente militar ruso tanto de Serbia como de los vecinos principados rumanos debilitó la posición de los rebeldes.
En julio de 1813, aprovechando la situación, tres ejércitos otomanos marcharon contra los rebeldes. En octubre el Gobierno serbio y el metropolitano huyeron a territorio austriaco y poco después los otomanos recobraron Belgrado, poniendo así fin al levantamiento.

## Conclusión
Este primer levantamiento serbio abrió el camino al segundo y definitivo, que dio a Serbia su autonomía en noviembre de 1815 y, a la postre, la independencia en 1878. Tras un primer momento de duras represalias, los otomanos, deseosos de mantener la paz, se mostraron exorables; en octubre de 1813, promulgaron una amnistía general. Numerosos notables serbios se acogieron a ella y volvieron. La situación, no obstante, siguió tensa, y se sucedieron los choques entre otomanos y antiguos rebeldes hasta el estallido del segundo levantamiento en abril de 1815.
Este levantamiento tuvo consecuencias en otros territorios cristianos bajo la dominación turca. El levantamiento serbio de 1804 a 1813 fue la primera verdadera insurrección nacional contra la ocupación turca en los Balcanes y prefigura la era del nacionalismo (ideas típicas de la Revolución Francesa de 1789) que empujará a los griegos y a los búlgaros a seguir su ejemplo. Pero en la época esto era percibido como un movimiento de liberación de los pueblos cristianos, y dentro del espíritu del Romanticismo se verá a Lamartine y a Víctor Hugo escribir sobre ello. Victor Hugo escribirá incluso un discurso de unidad europea pidiendo la creación de los Estados Unidos de Europa para salvar a los serbios, aún bajo la ocupación turca, que sufrían masacres en masa. Este discurso es considerado hoy como uno de los actos fundadores de la idea europea.